# 2024-es IIHF divízió IV-es jégkorong-világbajnokság
A 2024-es IIHF divízió IV-es jégkorong-világbajnokság mérkőzéseit Kuvaitvárosban, Kuvaitban rendezték április 16. és 19. között.

## Résztvevők
| Csapat    | Kvalifikáció                                          |
| --------- | ----------------------------------------------------- |
| Malajzia  | A 2023-as divízió III/B 6. helyén végzett és kiesett. |
| Mongólia  | A 2023-as divízió IV 2. helyén végzett.               |
| Kuvait    | Rendező, a 2023-as divízió IV 3. helyén végzett.      |
| Indonézia | A 2023-as divízió IV 4. helyén végzett.               |

### Tabella
| Hely. | Csapat     | M | Gy | HGy | HV | V | G+ | G– | Gk  | P | Feljutás vagy kiesés         |
| ----- | ---------- | - | -- | --- | -- | - | -- | -- | --- | - | ---------------------------- |
| 1.    | Mongólia   | 3 | 3  | 0   | 0  | 0 | 28 | 7  | +21 | 9 | Feljutott a divízió III/B-be |
| 2.    | Kuvait (R) | 3 | 2  | 0   | 0  | 1 | 25 | 13 | +12 | 6 |                              |
| 3.    | Indonézia  | 3 | 0  | 1   | 0  | 2 | 17 | 23 | −6  | 2 |                              |
| 4.    | Malajzia   | 3 | 0  | 0   | 1  | 2 | 9  | 36 | −27 | 1 |                              |

### Mérkőzések
A mérkőzések kezdési időpontjai helyi idő szerint (UTC+3) értendők.
| 2024. április 16. 14:00 | Mongólia | 9–3 (2–0, 2–1, 5–2) | Indonézia | Kuvait Jégpálya, Kuvait Nézőszám: 50 |

| Jegyzőkönyv | Jegyzőkönyv           | Jegyzőkönyv              | Jegyzőkönyv | Jegyzőkönyv                                                              |
| --- | --------------------- | ------------------------ | ----------- | ------------------------------------------------------------------------ |
| | Bazarvaani Baatarkhuu | Kapusok                  | Izzan Rais  | Játékvezető: Kang Tae-woo Vonalbírók: Abdallah Al-Hammadi Chua Jien Yang |
| \| Batorovich (Nyamdavaa) – 09:53 \| 1–0 \| \| \| Enkhsukh (Nyamdavaa, Batorovich) (PP) – 18:37 \| 2–0 \| \| \| Batorovich (SH) – 21:43 \| 3–0 \| \| \| Enkh-Amgalan (Munkhtulga) – 28:14 \| 4–0 \| \| \| \| 4–1 \| 37:15 – Novendra \| \| Nyamdavaa (Batorovich) (PP) – 44:39 \| 5–1 \| \| \| \| 5–2 \| 46:44 – Salomo (Siregar) \| \| Nyamdavaa (Munkhtulga) – 47:10 \| 6–2 \| \| \| Namjil (Batorovich, Nyamdavaa) – 48:12 \| 7–2 \| \| \| Tsengel (Mishigsuren) – 51:23 \| 8–2 \| \| \| \| 8–3 \| 52:59 – Hafiz \| \| Gerelt (Tserenbaljir) – 55:05 \| 9–3 \| \| |                       |                          |             | Játékvezető: Kang Tae-woo Vonalbírók: Abdallah Al-Hammadi Chua Jien Yang |
| 8 perc | Büntetések            | 6 perc                   |             | Játékvezető: Kang Tae-woo Vonalbírók: Abdallah Al-Hammadi Chua Jien Yang |
| 34 | Lövések               | 4                        |             | Játékvezető: Kang Tae-woo Vonalbírók: Abdallah Al-Hammadi Chua Jien Yang |
| Batorovich (Nyamdavaa) – 09:53 | 1–0                   |                          |             | Játékvezető: Kang Tae-woo Vonalbírók: Abdallah Al-Hammadi Chua Jien Yang |
| Enkhsukh (Nyamdavaa, Batorovich) (PP) – 18:37 | 2–0                   |                          |             | Játékvezető: Kang Tae-woo Vonalbírók: Abdallah Al-Hammadi Chua Jien Yang |
| Batorovich (SH) – 21:43 | 3–0                   |                          |             | Játékvezető: Kang Tae-woo Vonalbírók: Abdallah Al-Hammadi Chua Jien Yang |
| Enkh-Amgalan (Munkhtulga) – 28:14 | 4–0                   |                          |             |                                                                          |
| | 4–1                   | 37:15 – Novendra         |             |                                                                          |
| Nyamdavaa (Batorovich) (PP) – 44:39 | 5–1                   |                          |             |                                                                          |
| | 5–2                   | 46:44 – Salomo (Siregar) |             |                                                                          |
| Nyamdavaa (Munkhtulga) – 47:10 | 6–2                   |                          |             |                                                                          |
| Namjil (Batorovich, Nyamdavaa) – 48:12 | 7–2                   |                          |             |                                                                          |
| Tsengel (Mishigsuren) – 51:23 | 8–2                   |                          |             |                                                                          |
| | 8–3                   | 52:59 – Hafiz            |             |                                                                          |
| Gerelt (Tserenbaljir) – 55:05 | 9–3                   |                          |             |                                                                          |

| 2024. április 16. 18:00 | Malajzia | 1–15 (1–6, 0–5, 0–4) | Kuvait | Kuvait Jégpálya, Kuvait Nézőszám: 250 |

| Jegyzőkönyv | Jegyzőkönyv                     | Jegyzőkönyv                                   | Jegyzőkönyv | Jegyzőkönyv                                                         |
| --- | ------------------------------- | --------------------------------------------- | ----------- | ------------------------------------------------------------------- |
| | Muhammad Tengku Muhammad Haikal | Kapusok                                       | Adam Barvik | Játékvezető: Ryan Cairns Vonalbírók: Ahmed Al-Farsi Marco Tomasello |
| \| \| 0–1 \| 00:08 – Ziđarević (Drozdetskikh, Al-Sarraf) \| \| \| 0–2 \| 05:13 – Ziđarević (Al-Sarraf) \| \| \| 0–3 \| 07:32 – Al-Sarraf (Ziđarević, Drozdetskikh) \| \| \| 0–4 \| 11:34 – Ziđarević (Al-Sarraf, Al-Awadhi) (SH) \| \| \| 0–5 \| 13:46 – Al-Daei \| \| Versluis (Fadzli) – 15:53 \| 1–5 \| \| \| \| 1–6 \| 18:25 – Ziđarević (Al-Khashan) \| \| \| 1–7 \| 20:16 – Al-Sarraf (Drozdetskikh, Al-Awadhi) \| \| \| 1–8 \| 21:01 – Drozdetskikh (Al-Awadhi, Al-Sarraf) \| \| \| 1–9 \| 30:01 – Drozdetskikh \| \| \| 1–10 \| 31:03 – Al-Awadhi (Al-Sarraf, Drozdetskikh) \| \| \| 1–11 \| 38:22 – Al-Sarraf (Ziđarević) (SH) \| \| \| 1–12 \| 47:14 – Drozdetskikh (Ziđarević, Al-Khashan) \| \| \| 1–13 \| 54:44 – Ziđarević (Drozdetskikh, Al-Sarraf) \| \| \| 1–14 \| 58:53 – Al-Sarraf (Ziđarević) \| \| \| 1–15 \| 58:59 – Ziđarević (Al-Sarraf) \| |                                 |                                               |             | Játékvezető: Ryan Cairns Vonalbírók: Ahmed Al-Farsi Marco Tomasello |
| 6 perc | Büntetések                      | 12 perc                                       |             | Játékvezető: Ryan Cairns Vonalbírók: Ahmed Al-Farsi Marco Tomasello |
| 16 | Lövések                         | 49                                            |             | Játékvezető: Ryan Cairns Vonalbírók: Ahmed Al-Farsi Marco Tomasello |
| | 0–1                             | 00:08 – Ziđarević (Drozdetskikh, Al-Sarraf)   |             | Játékvezető: Ryan Cairns Vonalbírók: Ahmed Al-Farsi Marco Tomasello |
| | 0–2                             | 05:13 – Ziđarević (Al-Sarraf)                 |             | Játékvezető: Ryan Cairns Vonalbírók: Ahmed Al-Farsi Marco Tomasello |
| | 0–3                             | 07:32 – Al-Sarraf (Ziđarević, Drozdetskikh)   |             | Játékvezető: Ryan Cairns Vonalbírók: Ahmed Al-Farsi Marco Tomasello |
| | 0–4                             | 11:34 – Ziđarević (Al-Sarraf, Al-Awadhi) (SH) |             |                                                                     |
| | 0–5                             | 13:46 – Al-Daei                               |             |                                                                     |
| Versluis (Fadzli) – 15:53 | 1–5                             |                                               |             |                                                                     |
| | 1–6                             | 18:25 – Ziđarević (Al-Khashan)                |             |                                                                     |
| | 1–7                             | 20:16 – Al-Sarraf (Drozdetskikh, Al-Awadhi)   |             |                                                                     |
| | 1–8                             | 21:01 – Drozdetskikh (Al-Awadhi, Al-Sarraf)   |             |                                                                     |
| | 1–9                             | 30:01 – Drozdetskikh                          |             |                                                                     |
| | 1–10                            | 31:03 – Al-Awadhi (Al-Sarraf, Drozdetskikh)   |             |                                                                     |
| | 1–11                            | 38:22 – Al-Sarraf (Ziđarević) (SH)            |             |                                                                     |
| | 1–12                            | 47:14 – Drozdetskikh (Ziđarević, Al-Khashan)  |             |                                                                     |
| | 1–13                            | 54:44 – Ziđarević (Drozdetskikh, Al-Sarraf)   |             |                                                                     |
| | 1–14                            | 58:53 – Al-Sarraf (Ziđarević)                 |             |                                                                     |
| | 1–15                            | 58:59 – Ziđarević (Al-Sarraf)                 |             |                                                                     |

| 2024. április 18. 14:00 | Indonézia | 7–6 (h.u.) (2–3, 0–2, 4–1) (h.u.: 1–0) | Malajzia | Kuvait Jégpálya, Kuvait Nézőszám: 60 |

| Jegyzőkönyv | Jegyzőkönyv | Jegyzőkönyv                          | Jegyzőkönyv     | Jegyzőkönyv                                                                |
| --- | ----------- | ------------------------------------ | --------------- | -------------------------------------------------------------------------- |
| | Izzan Rais  | Kapusok                              | Muhammad Haikal | Játékvezető: Mats Wikstrand Vonalbírók: Abdallah Al-Hammadi Benjamin Huang |
| \| Siregar (Novendra, Hafiz) – 03:10 \| 1–0 \| \| \| \| 1–1 \| 07:05 – Azra (Fadzli) \| \| Salomo (Wijaya, Praptasuganda) (PP) – 11:39 \| 2–1 \| \| \| \| 2–2 \| 14:56 – Lim (SH) \| \| \| 2–3 \| 18:05 – Haikal (Azra, Versluis) (PP) \| \| \| 2–4 \| 25:40 – Versluis (PS) \| \| \| 2–5 \| 33:03 – Versluis (Azra) \| \| Wijaya (Salomo) – 48:02 \| 3–5 \| \| \| Praptasuganda (Kaykobad, Salomo) – 49:31 \| 4–5 \| \| \| Salomo (Praptasuganda) – 52:21 \| 5–5 \| \| \| \| 5–6 \| 56:18 – Lim \| \| Praptasuganda (Wijaya) (EA) – 58:37 \| 6–6 \| \| \| Novendra – 61:10 \| 7–6 \| \| |             |                                      |                 | Játékvezető: Mats Wikstrand Vonalbírók: Abdallah Al-Hammadi Benjamin Huang |
| 10 perc | Büntetések  | 8 perc                               |                 | Játékvezető: Mats Wikstrand Vonalbírók: Abdallah Al-Hammadi Benjamin Huang |
| 21 | Lövések     | 15                                   |                 | Játékvezető: Mats Wikstrand Vonalbírók: Abdallah Al-Hammadi Benjamin Huang |
| Siregar (Novendra, Hafiz) – 03:10 | 1–0         |                                      |                 | Játékvezető: Mats Wikstrand Vonalbírók: Abdallah Al-Hammadi Benjamin Huang |
| | 1–1         | 07:05 – Azra (Fadzli)                |                 | Játékvezető: Mats Wikstrand Vonalbírók: Abdallah Al-Hammadi Benjamin Huang |
| Salomo (Wijaya, Praptasuganda) (PP) – 11:39 | 2–1         |                                      |                 | Játékvezető: Mats Wikstrand Vonalbírók: Abdallah Al-Hammadi Benjamin Huang |
| | 2–2         | 14:56 – Lim (SH)                     |                 |                                                                            |
| | 2–3         | 18:05 – Haikal (Azra, Versluis) (PP) |                 |                                                                            |
| | 2–4         | 25:40 – Versluis (PS)                |                 |                                                                            |
| | 2–5         | 33:03 – Versluis (Azra)              |                 |                                                                            |
| Wijaya (Salomo) – 48:02 | 3–5         |                                      |                 |                                                                            |
| Praptasuganda (Kaykobad, Salomo) – 49:31 | 4–5         |                                      |                 |                                                                            |
| Salomo (Praptasuganda) – 52:21 | 5–5         |                                      |                 |                                                                            |
| | 5–6         | 56:18 – Lim                          |                 |                                                                            |
| Praptasuganda (Wijaya) (EA) – 58:37 | 6–6         |                                      |                 |                                                                            |
| Novendra – 61:10 | 7–6         |                                      |                 |                                                                            |

| 2024. április 18. 18:00 | Mongólia | 5–2 (2–1, 1–0, 2–1) | Kuvait | Kuvait Jégpálya, Kuvait Nézőszám: 260 |

| Jegyzőkönyv | Jegyzőkönyv                               | Jegyzőkönyv                               | Jegyzőkönyv | Jegyzőkönyv                                                         |
| --- | ----------------------------------------- | ----------------------------------------- | ----------- | ------------------------------------------------------------------- |
| | Bazarvaani Baatarkhuu Baatarkhuu Sodbileg | Kapusok                                   | Adam Barvik | Játékvezető: Ryan Cairns Vonalbírók: Chua Jien Yang Marco Tomasello |
| \| Gerelt – 01:43 \| 1–0 \| \| \| Tsengel (Batorovich) – 05:26 \| 2–0 \| \| \| \| 2–1 \| 07:23 – Al-Daei (Drozdetskikh, Al-Sarraf) \| \| Gerelt (Munkhtuvshin) – 30:46 \| 3–1 \| \| \| \| 3–2 \| 42:23 – Drozdetskikh (Al-Sarraf) \| \| Batorovich (PS) – 44:43 \| 4–2 \| \| \| Mishigsuren (PP) – 47:32 \| 5–2 \| \| |                                           |                                           |             | Játékvezető: Ryan Cairns Vonalbírók: Chua Jien Yang Marco Tomasello |
| 162 perc | Büntetések                                | 194 perc                                  |             | Játékvezető: Ryan Cairns Vonalbírók: Chua Jien Yang Marco Tomasello |
| 30 | Lövések                                   | 9                                         |             | Játékvezető: Ryan Cairns Vonalbírók: Chua Jien Yang Marco Tomasello |
| Gerelt – 01:43 | 1–0                                       |                                           |             | Játékvezető: Ryan Cairns Vonalbírók: Chua Jien Yang Marco Tomasello |
| Tsengel (Batorovich) – 05:26 | 2–0                                       |                                           |             | Játékvezető: Ryan Cairns Vonalbírók: Chua Jien Yang Marco Tomasello |
| | 2–1                                       | 07:23 – Al-Daei (Drozdetskikh, Al-Sarraf) |             | Játékvezető: Ryan Cairns Vonalbírók: Chua Jien Yang Marco Tomasello |
| Gerelt (Munkhtuvshin) – 30:46 | 3–1                                       |                                           |             |                                                                     |
| | 3–2                                       | 42:23 – Drozdetskikh (Al-Sarraf)          |             |                                                                     |
| Batorovich (PS) – 44:43 | 4–2                                       |                                           |             |                                                                     |
| Mishigsuren (PP) – 47:32 | 5–2                                       |                                           |             |                                                                     |

| 2024. április 19. 14:00 | Malajzia | 2–14 (1–7, 0–2, 1–5) | Mongólia | Kuvait Jégpálya, Kuvait Nézőszám: 76 |

| Jegyzőkönyv | Jegyzőkönyv                     | Jegyzőkönyv                                 | Jegyzőkönyv                               | Jegyzőkönyv                                                          |
| --- | ------------------------------- | ------------------------------------------- | ----------------------------------------- | -------------------------------------------------------------------- |
| | Muhammad Haikal Muhammad Tengku | Kapusok                                     | Bazarvaani Baatarkhuu Baatarkhuu Sodbileg | Játékvezető: Kang Tae-woo Vonalbírók: Benjamin Huang Marco Tomasello |
| \| \| 0–1 \| 05:11 – Lkhagvadorj (Mishigsuren, Enkhsukh) \| \| Lim (Versluis, Mohammad) – 06:45 \| 1–1 \| \| \| \| 1–2 \| 07:49 – Munkhtulga (Enkh-Amgalan) \| \| \| 1–3 \| 08:36 – Batorovich \| \| \| 1–4 \| 12:12 – Batorovich (Nyamdavaa) (PP) \| \| \| 1–5 \| 18:00 – Ariunbileg \| \| \| 1–6 \| 18:45 – Batorovich (Bilguun, Namjil) \| \| \| 1–7 \| 19:38 – Munkhtuvshin (Shinebayar) \| \| \| 1–8 \| 23:29 – Enkhsukh (Tserenbaljir) \| \| \| 1–9 \| 29:16 – Lkhagvadorj \| \| \| 1–10 \| 44:51 – Nyamdavaa \| \| \| 1–11 \| 45:25 – Ariunbileg (Batorovich) \| \| \| 1–12 \| 51:26 – Namjil (Batorovich, Tsengel) \| \| Raja (Versluis) (PP) – 52:16 \| 2–12 \| \| \| \| 2–13 \| 58:09 – Tserenbaljir (Gerelt, Tsengel) \| \| \| 2–14 \| 58:54 – Mishigsuren (Tsengel) \| |                                 |                                             |                                           | Játékvezető: Kang Tae-woo Vonalbírók: Benjamin Huang Marco Tomasello |
| 8 perc | Büntetések                      | 17 perc                                     |                                           | Játékvezető: Kang Tae-woo Vonalbírók: Benjamin Huang Marco Tomasello |
| 9 | Lövések                         | 26                                          |                                           | Játékvezető: Kang Tae-woo Vonalbírók: Benjamin Huang Marco Tomasello |
| | 0–1                             | 05:11 – Lkhagvadorj (Mishigsuren, Enkhsukh) |                                           | Játékvezető: Kang Tae-woo Vonalbírók: Benjamin Huang Marco Tomasello |
| Lim (Versluis, Mohammad) – 06:45 | 1–1                             |                                             |                                           | Játékvezető: Kang Tae-woo Vonalbírók: Benjamin Huang Marco Tomasello |
| | 1–2                             | 07:49 – Munkhtulga (Enkh-Amgalan)           |                                           | Játékvezető: Kang Tae-woo Vonalbírók: Benjamin Huang Marco Tomasello |
| | 1–3                             | 08:36 – Batorovich                          |                                           |                                                                      |
| | 1–4                             | 12:12 – Batorovich (Nyamdavaa) (PP)         |                                           |                                                                      |
| | 1–5                             | 18:00 – Ariunbileg                          |                                           |                                                                      |
| | 1–6                             | 18:45 – Batorovich (Bilguun, Namjil)        |                                           |                                                                      |
| | 1–7                             | 19:38 – Munkhtuvshin (Shinebayar)           |                                           |                                                                      |
| | 1–8                             | 23:29 – Enkhsukh (Tserenbaljir)             |                                           |                                                                      |
| | 1–9                             | 29:16 – Lkhagvadorj                         |                                           |                                                                      |
| | 1–10                            | 44:51 – Nyamdavaa                           |                                           |                                                                      |
| | 1–11                            | 45:25 – Ariunbileg (Batorovich)             |                                           |                                                                      |
| | 1–12                            | 51:26 – Namjil (Batorovich, Tsengel)        |                                           |                                                                      |
| Raja (Versluis) (PP) – 52:16 | 2–12                            |                                             |                                           |                                                                      |
| | 2–13                            | 58:09 – Tserenbaljir (Gerelt, Tsengel)      |                                           |                                                                      |
| | 2–14                            | 58:54 – Mishigsuren (Tsengel)               |                                           |                                                                      |

| 2024. április 19. 18:00 | Kuvait | 8–7 (2–3, 3–1, 3–3) | Indonézia | Kuvait Jégpálya, Kuvait Nézőszám: 300 |

| Jegyzőkönyv | Jegyzőkönyv | Jegyzőkönyv                          | Jegyzőkönyv | Jegyzőkönyv                                                           |
| --- | ----------- | ------------------------------------ | ----------- | --------------------------------------------------------------------- |
| | Adam Barvik | Kapusok                              | Izzan Rais  | Játékvezető: Mats Wikstrand Vonalbírók: Ahmed Al-Farsi Chua Jien Yang |
| \| Drozdetskikh (Ziđarević) – 04:19 \| 1–0 \| \| \| \| 1–1 \| 05:29 – Novendra (Siregar, Prijanto) \| \| \| 1–2 \| 08:20 – Fadilla (Zea) \| \| \| 1–3 \| 08:39 – Siregar (Novendra, Al-Qaeda) \| \| Ziđarević (Drozdetskikh) – 16:12 \| 2–3 \| \| \| Drozdetskikh (Al-Sarraf) (PP) – 28:09 \| 3–3 \| \| \| \| 3–4 \| 29:25 – Novendra (PP) \| \| Drozdetskikh (Ziđarević) (SH) – 30:34 \| 4–4 \| \| \| Al-Sarraf (Al-Awadhi) – 32:30 \| 5–4 \| \| \| \| 5–5 \| 41:23 – Salomo (Kaykobad) \| \| Ziđarević (Drozdetskikh) (PP) – 43:21 \| 6–5 \| \| \| Ziđarević (Drozdetskikh, Al-Sarraf) (PP) – 47:16 \| 7–5 \| \| \| \| 7–6 \| 51:24 – Siregar (Al-Qaeda) \| \| \| 7–7 \| 51:33 – Salomo \| \| Al-Maragi (Drozdetskikh) – 54:22 \| 8–7 \| \| |             |                                      |             | Játékvezető: Mats Wikstrand Vonalbírók: Ahmed Al-Farsi Chua Jien Yang |
| 18 perc | Büntetések  | 12 perc                              |             | Játékvezető: Mats Wikstrand Vonalbírók: Ahmed Al-Farsi Chua Jien Yang |
| 23 | Lövések     | 28                                   |             | Játékvezető: Mats Wikstrand Vonalbírók: Ahmed Al-Farsi Chua Jien Yang |
| Drozdetskikh (Ziđarević) – 04:19 | 1–0         |                                      |             | Játékvezető: Mats Wikstrand Vonalbírók: Ahmed Al-Farsi Chua Jien Yang |
| | 1–1         | 05:29 – Novendra (Siregar, Prijanto) |             | Játékvezető: Mats Wikstrand Vonalbírók: Ahmed Al-Farsi Chua Jien Yang |
| | 1–2         | 08:20 – Fadilla (Zea)                |             | Játékvezető: Mats Wikstrand Vonalbírók: Ahmed Al-Farsi Chua Jien Yang |
| | 1–3         | 08:39 – Siregar (Novendra, Al-Qaeda) |             |                                                                       |
| Ziđarević (Drozdetskikh) – 16:12 | 2–3         |                                      |             |                                                                       |
| Drozdetskikh (Al-Sarraf) (PP) – 28:09 | 3–3         |                                      |             |                                                                       |
| | 3–4         | 29:25 – Novendra (PP)                |             |                                                                       |
| Drozdetskikh (Ziđarević) (SH) – 30:34 | 4–4         |                                      |             |                                                                       |
| Al-Sarraf (Al-Awadhi) – 32:30 | 5–4         |                                      |             |                                                                       |
| | 5–5         | 41:23 – Salomo (Kaykobad)            |             |                                                                       |
| Ziđarević (Drozdetskikh) (PP) – 43:21 | 6–5         |                                      |             |                                                                       |
| Ziđarević (Drozdetskikh, Al-Sarraf) (PP) – 47:16 | 7–5         |                                      |             |                                                                       |
| | 7–6         | 51:24 – Siregar (Al-Qaeda)           |             |                                                                       |
| | 7–7         | 51:33 – Salomo                       |             |                                                                       |
| Al-Maragi (Drozdetskikh) – 54:22 | 8–7         |                                      |             |                                                                       |